# أفلام بطولات كأس العالم الرسمية
منذ بطولة كأس العالم 1954، عمد الاتحاد الدولي لكرة القدم على إنتاج فيلم وثائقي رسمي لكل بطولة من بطولات كأس العالم لكرة القدم. حتى عام 2002، استخدمت أفلام فيلم 35 مم ‏ للتصوير .

## القائمة
| العام | الدولة المستضيفة       | العنوان                                                                       | الراوي                                      | المراجع      | الملاحظات                                                                                      |
| ----- | ---------------------- | ----------------------------------------------------------------------------- | ------------------------------------------- | ------------ | ---------------------------------------------------------------------------------------------- |
| 1954  | سويسرا                 | العمالقة الألمان                                                              | إيميل فيرسيل                                | [ 3 ]        |                                                                                                |
| 1958  | السويد                 | Hinein!                                                                       | هربرت تسيمرمان؛ هيربرت ميسيل؛ هاينز غوتشولك |              | إنتاج شركة يونيفيرسال فيلم مع تعليق باللغة الألمانية.                                          |
| 1962  | تشيلي                  | تحيا البرازيل                                                                 | جون فوسبيري ألان جريس                       | [ 3 ]        |                                                                                                |
| 1966  | إنجلترا                | هدف!                                                                          | نايجل باتريك                                |              | أول فيلم عن بطولة كأس العالم بالألوان؛ كانت التغطية التلفزية عام 1966 باللونين الأبيض والأسود. |
| 1970  | المكسيك                | العالم تحت أقدامهم                                                            | باتريك ألين                                 | [ 3 ] [ 6 ]  |                                                                                                |
| 1974  | ألمانيا الغربية        | نحو المجد                                                                     | جوس اكلاند                                  | [ 3 ]        |                                                                                                |
| 1978  | الأرجنتين              | كوبا 78 - قوة كرة القدم أبطال                                                 | سيرجيو تشابلن ستيف هدسون                    |              |                                                                                                |
| 1982  | إسبانيا                | هدف!                                                                          | شون كونري                                   | [ 3 ] [ 7 ]  |                                                                                                |
| 1986  | المكسيك                | بطل ذكريات كأس العالم المكسيك 86                                              | مايكل كينصنداي الفاريز                      | [ 3 ] [ 8 ]  | متاح على موقع يوتيوب                                                                           |
| 1990  | إيطاليا                | ركلات كرة القدم                                                               | إدوارد وودوارد                              | [ 3 ]        |                                                                                                |
| 1994  | الولايات المتحدة       | ملياري قلب                                                                    | ييف شرايبر                                  | [ 3 ] [ 10 ] |                                                                                                |
| 1998  | فرنسا                  | كأس المجد                                                                     | شون بين                                     | [ 3 ]        |                                                                                                |
| 2002  | كوريا الجنوبية/اليابان | سبع ألعاب من المجد                                                            | روبرت بويل                                  | [ 3 ]        |                                                                                                |
| 2006  | ألمانيا                | النهائي العظيم                                                                | بيرس بروسنان                                |              | إصدار مباشرة إلى الفيديو                                                                       |
| 2010  | جنوب أفريقيا           | الفيلم الرسمي لبطولة كأس العالم 2010 ثلاثي الأبعاد(أيضا فيلم رسمي: مباراة 64) | إيان دارك                                   |              | قرص بلو راي من 64-دقيقة مع لقطات من 25 مباراة بث بتقنية ثلاثية الأبعاد، متضمناً مقابلات.        |
| 2014  | البرازيل               | الطريق إلى ماراكانا: الفيلم الرسمي لكأس العالم 2014                           | لا يوجد راوي                                |              | متاح على أمازون برايم فيديو ويوتيوب                                                            |
| 2018  | روسيا                  | الأحلام - الفيلم الرسمي لكأس العالم 2018™                                     | داميان لويس                                 |              | متاح على أمازون برايم فيديو ويوتيوب                                                            |

## كأس العالم للسيدات
بالإضافة إلى كأس العالم للرجال، أنتجت الفيفا أيضًا ونشرت على موقع يوتيوب، فيلم عن كأس العالم للسيدات، عن كأس العالم للسيدات 2019.

## وصلات خارجية
- أفلام Films.com (بالإنجليزية)
- FIFA Films at Infrontsports.com نسخة محفوظة 22 June 2018 على موقع واي باك مشين.